# 경기여주가남교육도서관
경기여주가남교육도서관은 대한민국 경기도 여주시에 있는 도립 도서관으로서, 경기중앙교육도서관의 분관이다.

## 연혁
- 1972.05.18 여주도립도서관 개관
- 1991.03.25 경기도립여주도서관으로 명칭 변경
- 1993.10.22 경기도립여주도서관 이전(현위치)
- 1999.01.15 경기도립 여주도서관으로 개편
- 2001.04~현재 경기도교육청 지정 여주지역 평생학습관
- 2009.10.08 경기도교육청 지정 학부모 교육원
- 2015.03.01. 경기도립여주도서관으로 개칭
- 2017.02.23 경기여주가남교육도서관 개관
- 2018.10.24 전국도서관 운영평가 '문화체육관광부장관상' 수상

## 이용 안내
이용 시간
- 자료실 및 열람실: 평일 09:00 - 20:00, 주말 09:00 - 17:00

휴관일
- 매주 월요일
- 법정공휴일(일요일을 제외한 관공서 공휴일)
- 도서관 사정으로 하는 휴관일